# Gary Clively
Gary Clively (Brisbane, 24 luglio 1955) è un ex ciclista su strada australiano.
Professionista dal 1975 al 1977 e poi nuovamente dal 1989 al 1990, vinse i campionati australiani in linea nel 1989.

## Carriera
Giunse in Italia nel 1972, ancora dilettante, mettendosi in luce in molte corse del panorama dilettantistico nazionale. Nel 1975, dopo aver ottenuto il quarto posto nella prova di categoria ai campionati del mondo di Mettet, passò professionista con la maglia della Magniflex di Primo Franchini e ottenne subito un ottavo posto nella Coppa Agostoni.
Nel 1976 prese parte al Giro d'Italia dove si classificò al quarantaquattresimo posto, per poi mettersi in luce nelle classiche italiane: fu settimo al Trofeo Laigueglia e al Trofeo Pantalica, terzo al Giro della Provincia di Reggio Calabria e alla Sassari-Cagliari, secondo nel Gran Premio Città di Camaiore e fu anche ottavo alla Setmana Catalana in Spagna.
Nel 1977 fu nono nel Circuito di Castrocaro; fu comunque la Vuelta a España a vederlo grande protagonista, quando si piazzò terzo nella decima e nella diciassettesima tappa e si classificò settimo nella classifica generale finale. Tuttavia, dopo il 1977 decise di abbandonare l'attività professionistica per ritornare in Australia. Nel 1988 tornò nuovamente a correre in patria, aggiudicandosi il titolo nazionale e qualche altra corsa prima di un nuovo e definitivo ritiro a trentacinque anni d'età.

## Palmarès
- 1975 (dilettanti)

Trofeo Mauro Pizzoli
- 1989

Campionati australiani, Prova in linea
- 1990

Prologo Midlands Tour
Classifica generale Midlands Tour

### Altri successi
- 1989

Criterium di Geelong
Criterium di Cootamundra
Criterium di Lancefield
- 1990

Criterium di Little River
Criterium di Trentham

## Piazzamenti

### Grandi Giri
- Giro d'Italia

1976: 44º
- Vuelta a España

1977: 7º

### Classiche monumento
- Milano-Sanremo

1976: 33º
1977: 76º
- Giro delle Fiandre

1977: 26º

### Competizioni mondiali
- Campionati del mondo

Mettet 1975 - In linea Dilettanti: 4º
Ostuni 1976 - In linea: ?